# Buffalo buffalo Buffalo buffalo buffalo buffalo Buffalo buffalo

Egyszerűsített gráf
PN = tulajdonnév
N = főnév
V = ige
NP = főnévi csoport
VP = igei csoport
S = mondat

Hagyományos mondatdiagram

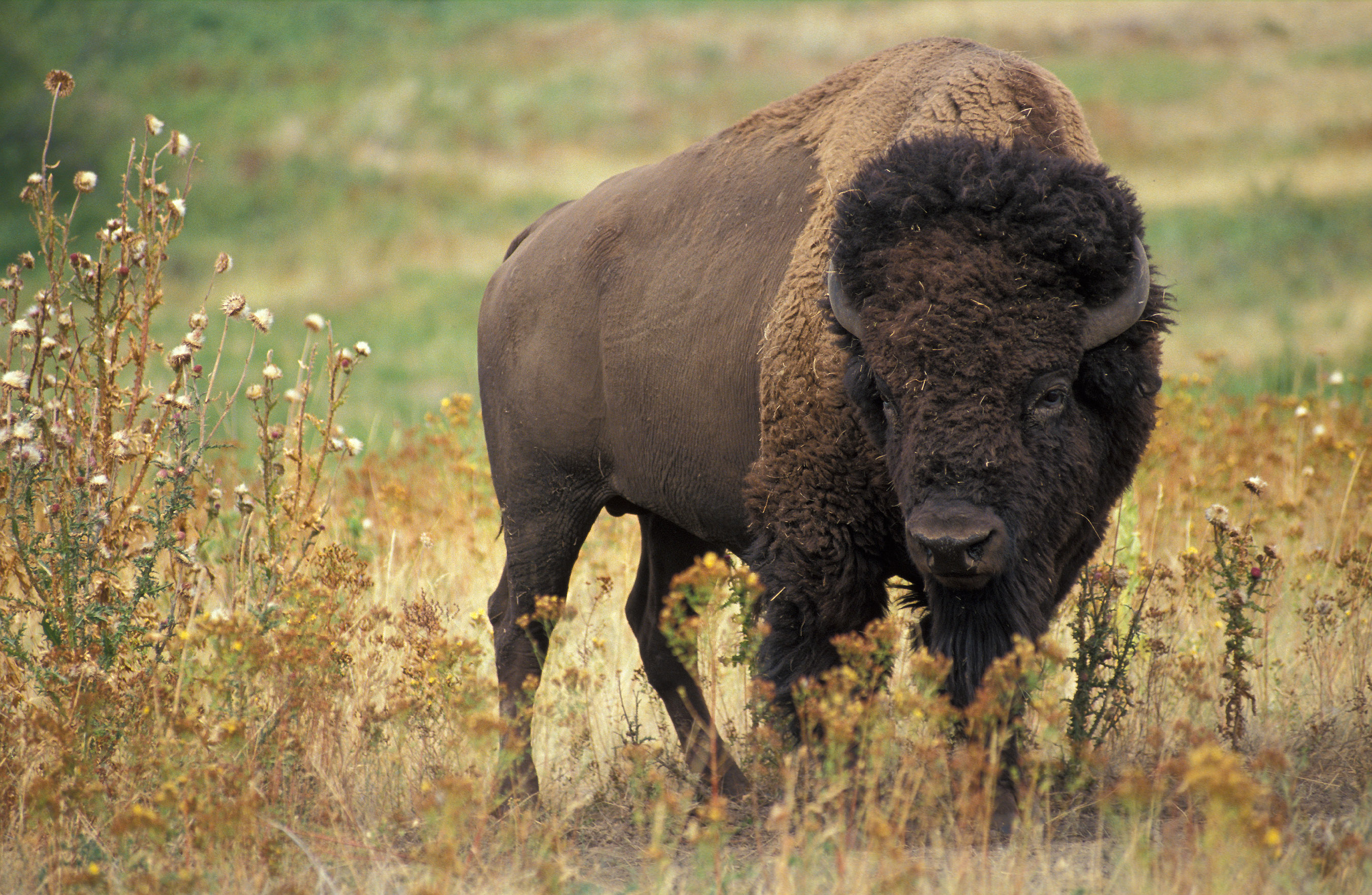
buffalo: az amerikai bölény gyakran használt elnevezése

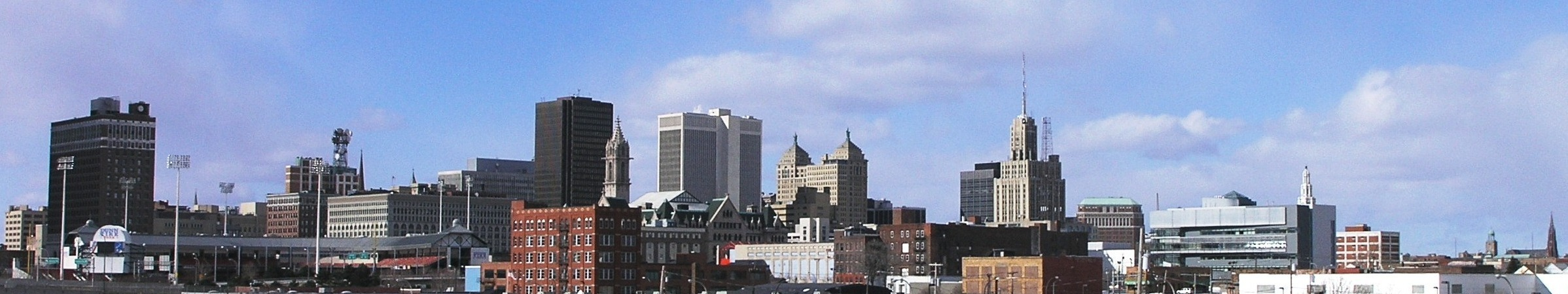
Buffalo városa New York államban

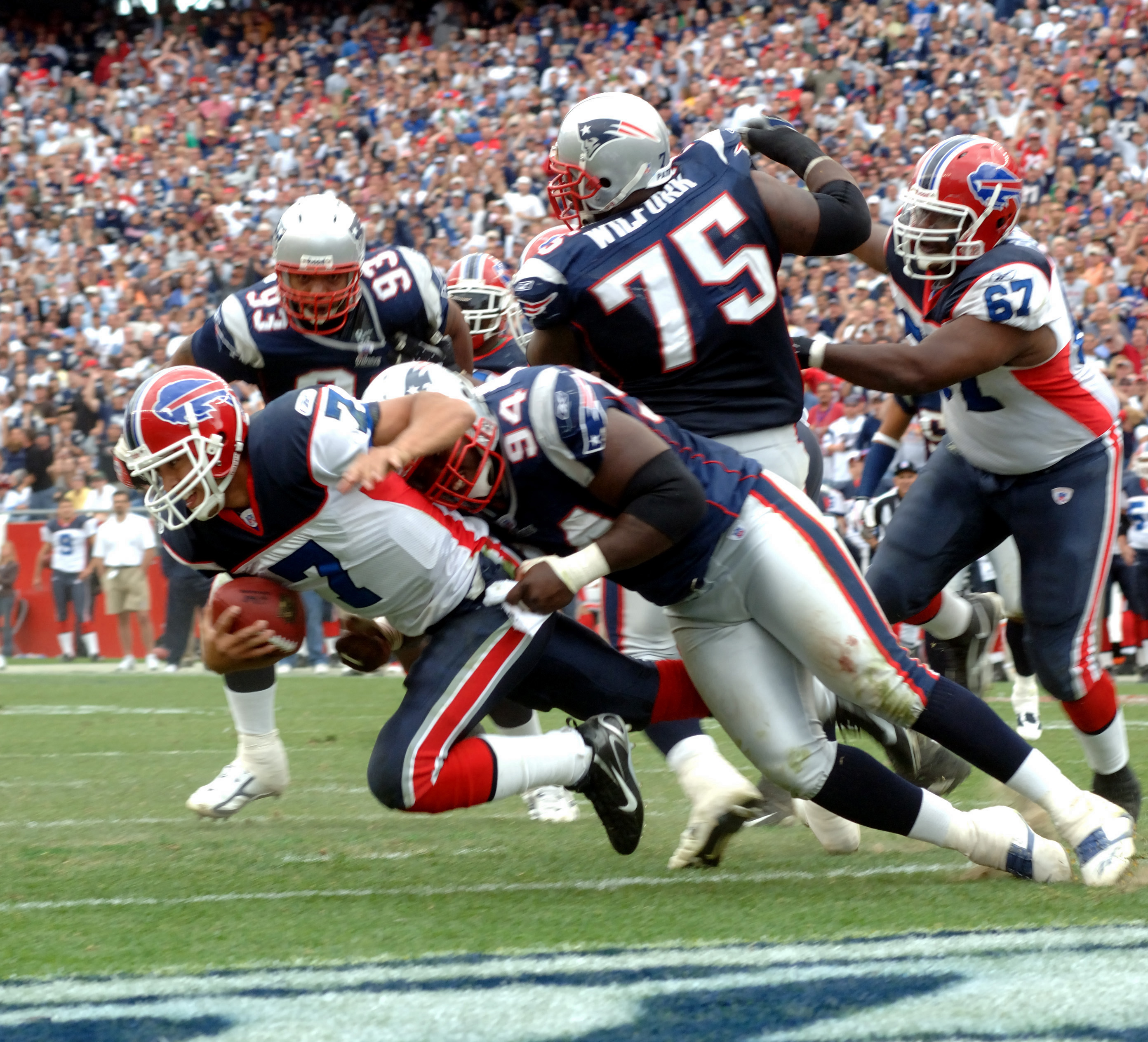
buffalo: erőszakoskodik, nekimegy, megtámad (piros sisakban a Buffalo Bills játékosai)

A „Buffalo buffalo Buffalo buffalo buffalo buffalo Buffalo buffalo.” egy nyelvtanilag helyes angol mondat. William J. Rapaport, az amerikai University at Buffalo egyetem docense által 1972-ben feljegyzett, majd a Linguist List című munkájában 1992-ben közzétett mondat jól illusztrálja, hogy a homonimák akár teljes mondatot is alkothatnak.
A mondat jelentése szabad fordításban: Buffalói bölények buffalói bölényeket bántó buffalói bölényeket bántanak.

## Mondatelemzés
A mondatban a „Buffalo”, illetve „buffalo” angol szavak 3 különböző jelentéstartalommal bírnak. Ezek – megjelenésük sorrendjében – az alábbiak:
- mint város: Buffalo egy város neve New York államban (valamint számos más hely viseli ugyanezt a nevet), a mondatban tulajdonnévből képzett melléknévként a bölény jelzője;
- mint állat: a „buffalo” magyarul bölényeket, bivalyokat jelent (többes számban), a mondatban főnév;
- mint ige: a „buffalo” jelentései: nekimegy, felöklel, erőszakoskodik, összezavar, becsap, megfélemlít.

A fenti jelöléseket használva a példamondat így néz ki:
Buffalováros buffaloállat Buffalováros buffaloállat buffaloige buffaloige Buffalováros buffaloállat. (annyi mint Buffaloi bölények buffaloi bölényeket bántó buffaloi bölényeket bántanak.)
A fentiekkel ellentétben a mondat a következőképpen is értelmezhető:
Buffalováros buffaloállat buffaloige Buffalováros buffaloállat Buffalováros buffaloállat buffaloige. (annyi mint Buffaloi bölények bántanak olyan buffaloi bölényeket, amelyeket más buffaloi bölények (is) bántanak.

## Általánosítás: a Chomsky-tétel
A mondat bővíthető például a következőképpen:
Buffalováros buffaloállat Buffalováros buffaloállat buffaloige buffaloige Buffalováros buffaloállat Buffalováros buffaloállat buffaloige.
Jelentése: Buffaloi bölények buffaloi bölényeket bántó buffalói bölényeket bántó buffalói bölényeket bántanak. (Más szavakkal: Buffaloi bölények olyan buffaloi bölényeket bántanak, amelyek (más) buffaloi bölényeket bántó buffaloi bölényeket bántanak.)
Megállapítható, hogy bármely n ≥ 1 esetén az n darab „buffalo” szóból álló mondat nyelvtanilag helyes. Ez a nyelvtan Chomsky-tétele. A legrövidebb mondat n = 1 esetén: Buffalo! (annyi mint „Menj neki!” vagy „Nézd, ezek itt bölények!” vagy „Nahát, ez itt Buffalo városa!”)

## További szavak
Más angol szavakkal is képezhetőek hasonló típusú, számos ismétlődést tartalmazó mondatok. Valamennyi olyan szó felhasználható, amely egyszerre főnév és tárgyas ragozású ige.
Ilyen szavak például:
- police (rendőrségfőnév, rendet tartige),
- fish (halfőnév, halászikige),
- people (népfőnév, benépesítige).

Hasonló mondatok:
- Fish fish fish fish fish.

Fishfőnév fishfőnév fishige fishige fishfőnév. (annyi mint Hal halat halászó halra halászik.)
- Pepper peppers pepper pepper pepper. (jelentése: Bors borsot borsozó borsot borsoz.)

Pepperfőnév peppersige pepperfőnév pepperige pepperfőnév.

## Hasonló mondatok más nyelveken
- magyarul:
  - Mekkában egy kába ürge Kába Kőbe lövet, országának nevében a követ követ követ.[1]
  - Te tettetted e tettetett tettet, te tettetett tettek tettese te! (a te - tett - tettet - tettes hasonlóságra épít)
- németül:
  - Die Männer, die vor dem Schokoladenladen Laden laden, laden Ladenmädchen zum Tanze ein. (annyi mint A csokoládébolt előtt ládákat pakoló férfiak táncba hívják az eladólányokat.)
  - Wenn hinter Fliegen Fliegen fliegen, fliegen Fliegen Fliegen nach. (annyi mint Amikor a legyek mögött legyek repülnek, legyek repülnek legyek után.)
  - Mit sieben Sieben sieben sieben Zwerge Mehl. (annyi mint A hét törpe hét szitával lisztet szitál.)
- dán, svéd és norvég nyelven:
  - Bar barbarbarbarbar bar bar barbarbarbarbar

## Fordítás
- Ez a szócikk részben vagy egészben a Buffalo buffalo Buffalo buffalo buffalo buffalo Buffalo buffalo című angol Wikipédia-szócikk ezen változatának fordításán alapul.  Az eredeti cikk szerkesztőit annak laptörténete sorolja fel. Ez a jelzés csupán a megfogalmazás eredetét és a szerzői jogokat jelzi, nem szolgál a cikkben szereplő információk forrásmegjelöléseként.